# Наукастинг
Наукастинг (англ. nowcasting) — предсказание настоящего, ближайшего будущего и недавнего прошлого состояния выбранного экономического индикатора. Термин является сокращением от английских слов «now» («сейчас») и «casting» («прогнозирование»). Понятие ввела Лукреция Райхлин, использовав метеорологический термин применительно к экономике, где оно стало популярным, поскольку типичные показатели, используемые для оценки состояния экономики (например, валовой внутренний продукт), определяются только после длительной временной задержки и подлежат корректировке. Модели прогнозирования по методике наукастинга в первую очередь получили применение в центральных банках, которые используют оценки для мониторинга состояния экономики в режиме реального времени в качестве оперативного косвенного расчёта официальных показателей.

## Принцип
Экономисты должны прогнозировать настоящее и недавнее прошлое. Многие официальные меры не являются своевременными из-за трудностей со сбором информации. Исторически методы прогнозирования будущего основывались на упрощённых эвристических подходах, но теперь опираются на сложные эконометрические методы. Использование этих статистических моделей для получения прогнозов устраняет необходимость в неформальном суждении. Модели наукастинга позволяют автоматизировать процесс прогнозирования и сделать его более объективным. Для этого используются достаточно сложные статистические модели, обрабатывающие большие массивы оперативной информации и позволяющие на её основе создавать прогнозы ключевых экономических переменных, обновляя их по мере изменения данных.
Модели наукастинга могут использовать информацию из большого количества рядов данных с разной частотой и с разными задержками публикации. Сигналы о направлении изменения ВВП могут быть извлечены из этого большого и разнородного набора источников информации (таких как данные о безработице, промышленных заказах, торговых балансах) до публикации официальной оценки ВВП. В наукастинге эти данные используются для вычисления последовательности оценок ВВП за текущий квартал в зависимости от потока данных, поступающих в режиме реального времени.

## Разработка
Отдельные научные статьи показывают, как развивался этот метод.
Банбура, Джанноне и Райхлин (2011) и Марта Банбура, Доменико Джанноне, Микеле Модуньо и Лукреция Райхлин (2013) предоставляют обзоры основных методов и более поздних усовершенствований.
Методы Nowcasting, основанные на материалах социальных сетей (таких как Twitter), были разработаны для оценки скрытых настроений, таких как «настроение населения» (ориг. «mood of the nation»).
Простой в реализации подход к наукастингу, основанный на регрессии, включает выборку смешанных данных или регрессию MIDAS. Регрессии MIDAS также могут быть объединены с подходами машинного обучения.
Эконометрические модели могут повысить точность. Такие модели могут быть построены с использованием векторной авторегрессии, динамических факторов, мостовых уравнений с использованием методов временных рядов или некоторой комбинации с другими методами.

## Реализация
Прогнозирование будущего экономики в значительной степени разработано и используется в Центральных банках для поддержки денежно-кредитной политики.
Многие резервные банки Федеральной резервной системы США публикуют макроэкономические прогнозы. Федеральный резервный банк Атланты публикует ВВП, спрогнозированный на основе наукастинга для отслеживания реального ВВП. Аналогичным образом Федеральный резервный банк Нью-Йорка публикует динамическую факторную модель наукастинга. Ни один из официальных прогнозов Федерального резервного регионального банка, системы или FOMC не является официальным.
Прогнозирование будущего также может использоваться для оценки инфляции или экономического цикла.